# Q-line
Su alcuni IRCd (demoni IRC), come UnrealIRCd, una Qline vieta un nickname, o qualsiasi nickname collegandolo ad un dato schema. La Q-line è usata la maggior parte delle volte per vietare l'utilizzo di servizi per i nickname (come NickServ) o per vietare l'uso dei nick degli operatori dei server IRC ai non operatori. Alcuni demoni IRC possono far scollegare gli utenti nella Qline, altri costringeranno a cambiare nickname, o non facendo niente fino a quando la Qline lo costringerà a riconnettersi.